# Liste des accidents ferroviaires en France en 1909
Pour des articles plus généraux, voir Liste des accidents ferroviaires en France, Liste des accidents ferroviaires en France au XXe siècle et Liste des accidents ferroviaires en France dans les années 1900.
La liste des accidents ferroviaires en France en 1909 est une liste non exhaustive, chronologique.

## Janvier
- 1er janvier 1909 - Sur la ligne Paris-Mulhouse, peu avant Chaumont, à Chamarandes-Choignes, le rapide Belfort-Paris rattrape et percute un omnibus en retard devant normalement être garé à Chaumont pour lui laisser le passage, et pulvérise ses trois fourgons de queue. Deux garde-frein sont tués, trois voyageurs sont blessés[1].
- 7 janvier 1909 - En gare de Cercottes, sur la ligne Paris-Les Aubrais, vers 23 heures 30, un train de marchandises venant d'Ivry est aiguillé par erreur sur une voie de garage et s'écrase contre un heurtoir. Le chauffeur est tué, le mécanicien et le chef de train sont grièvement blessés[2].
- 16 janvier 1909 - Vers 6 heures 40, sur la ligne à voie unique de Dax à Puyoo, près de la gare de Misson-Habas, collision frontale entre le rapide Paris-Pau et un train de sens contraire autorisé par erreur à quitter la gare de Puyoo. L'accident fait deux morts et neuf blessés, dont un succombera quatre jours plus tard[3].

## Février
- 24 février 1909 - Sur la ligne d'Aix-les-Bains à Annemasse, peu avant le tunnel d'Évires, vers 19 heures, la rupture d'un tube de la chaudière sur la locomotive d'un train allant de Genève à Annecy tue son chauffeur au moment où il s’apprêtait à recharger le foyer[4].
- 25 février 1909 - En gare de Recquignies, sur la ligne de Creil à Jeumont, à 16 heures 15, le rapide Calais-Bâle prend en écharpe un train de marchandises venant de Charleroi. La collision fait trois morts, tous cheminots, et une douzaine de blessés[5].

## Mars
- 31 mars 1909 - Sur la ligne Bordeaux-Bayonne, entre les gares d'Ychoux et de Labouheyre, un train de marchandises déraille. Le chef de train est tué[6].

## Mai
- 13 mai 1909 - Sur la ligne de Strasbourg-Ville à Saint-Louis, à Herrlisheim-près-Colmar, la chaudière d'une locomotive série G5 explose, provoquant le déraillement de trois wagons sur la voie adjacente sur lesquels le train rapide Bâle - Amsterdam déraille et s'embrase. Six personnes sont tuées[7],[8].

## Juillet
- 18 juillet 1909 - Sur la ligne de Saint-Malo à Rennes, à quelques kilomètres de Rennes, une automobile transportant une famille s'engage sur un passage à niveau resté ouvert au moment où arrive un train. Le père et ses deux filles sont tués. La mère est commotionnée[9].
- 18 juillet 1909 - En gare de Lumes, sur la ligne de Mohon à Thionville, vers midi, un train transportant des ouvriers du triage et des ateliers du chemin de fer est pris en écharpe par un train de marchandises en manœuvre. Sur les vingt-cinq occupants du convoi, on comptera un tué et six blessés[10].

## Août
- 7 août 1909 - Sur la ligne du Teil à Alès, vers 22 heures 30, peu avant la gare du Teil, collision entre un train de marchandises venant d'Alès et une machine de manœuvre. Les deux mécaniciens sont tués et leurs chauffeurs blessés, ainsi qu'un employé des Postes[11].
- 8 août 1909 - Sur la ligne de Rouen à Orléans, vers 7 heures 30, sur le passage à niveau de Louviers, un train de plaisir allant de Chartres à Dieppe heurte une automobile, dans laquelle un enfant est tué et sa mère et sa grand-mère sont blessées[12].
- 8 août 1909 - À Saulx-les-Chartreux, sur la ligne de train-tramway dite de l'Arpajonnais, vers 22 heures, un train bondé de voyageurs revenant de la fête de Monthléry est stoppé par la chute d'un cheval sur la voie. Le convoi de marchandises à destination des Halles de Paris qui le suit ne peut s'arrêter et le percute en écrasant ses deux dernières voitures, dont on tirera douze morts et une quarantaine de blessés[13]. Un mois plus tard, le mécanicien du train tamponneur sera condamné à un mois de prison par le tribunal correctionnel de Corbeil[14].
- 22 octobre 1909 - Sur la ligne dite des Moulineaux, vers 7 heures 30 près de la gare d'Issy-les-Moulineaux, un train de marchandises venant de la gare des Batignolles pour desservir la gare d'Issy-marchandises est pris en écharpe sur une aiguille par une machine haut-le-pied allant se ravitailler en eau, qui renverse sa locomotive et écrase deux de ses wagons. Le chauffeur du train percuté est tué, quatre autres cheminots sont blessés[15].
- 31 octobre 1909 - Vers 12 heures 30, sur la ligne électrifiée à voie métrique de Villefranche-Vernet-les-Bains à Latour-de-Carol, inaugurée cinq semaines auparavant mais non encore ouverte, un train lesté de rails en vue d'essais de résistance du pont Gisclard dévale la pente à la suite d'une erreur humaine[16], et s'écrase au lieudit Le Paillat, faisant six morts, dont le commandant du Génie Albert Gisclard, concepteur de l'ouvrage, et douze blessés[17]. Selon un usage courant à l'époque, à titre de compensation, les veuves des quatre fonctionnaires tués dans l'accident se voient attribuer des bureaux de tabac[18].

## Décembre
- 1er décembre 1909 - À minuit, en gare de Landerneau, un train de voyageurs venant de Quimper tamponne un train de marchandises en manœuvre. Son mécanicien est tué, les voyageurs sont indemnes[19].
- 11 décembre 1909 - Vers 16 heures, à l'arrivée en gare de Saint-Pol-sur-Ternoise, le train ramenant quotidiennement après leur travail les mineurs de Bully-Grenay et Bruay déraille en abordant la bifurcation avec la ligne d'Arras. Les premières voitures s'écrasent contre le tender et la locomotive renversée. L'accident fait quatre morts, le mécanicien, le chauffeur et deux mineurs, et cinq blessés graves[20].
- 15 décembre 1909 - Sur la ligne d'Avignon à Narbonne, un train de marchandises venant de Sète est arrêté dans l'attente de la voie libre pour entrer en gare de Narbonne. Il est percuté par un train le suivant dans le même sens, dont le mécanicien n'a pas respecté la signalisation. Le fourgon du train tamponné retombe sur la machine tamponneuse, tuant son chauffeur. Le mécanicien et le chef de train sont blessés[21].
- 23 décembre 1909 - Sur la ligne Paris-Lille, près de la gare de Leforest, vers 18 heures 30, un train de voyageurs pour Lille prend en écharpe un train de marchandises en manœuvre, dont il renverse la machine. Dans le choc, le fourgon et les trois voitures de tête du train tamponneur s'écrasent contre sa locomotive. Un conducteur est tué, sept voyageurs sont blessés[22].